# Trnovica (Słowenia)
Trnovica – wieś w Słowenii, w gminie Ivančna Gorica. W 2018 roku liczyła 24 mieszkańców.